# Chenjia Hu
Chenjia Hu är en sjö i Kina. Den ligger i provinsen Jiangxi, i den sydöstra delen av landet, omkring 32 kilometer söder om provinshuvudstaden Nanchang. Chenjia Hu ligger 20 meter över havet. Arean är 0,14 kvadratkilometer. Trakten runt Chenjia Hu består till största delen av jordbruksmark. Den sträcker sig 0,6 kilometer i nord-sydlig riktning, och 0,4 kilometer i öst-västlig riktning.
Genomsnittlig årsnederbörd är 2 190 millimeter. Den regnigaste månaden är juni, med i genomsnitt 367 mm nederbörd, och den torraste är oktober, med 28 mm nederbörd.